# Furcht: Trump im Weißen Haus
Furcht: Trump im Weißen Haus (engl. Original: Fear: Trump in the White House) ist der deutsche Titel eines Sachbuchs des US-amerikanischen Journalisten Bob Woodward. Der Pulitzer-Preisträger beschreibt darin die entgleisten Zustände im Weißen Haus unter der Präsidentschaft von Donald Trump. Das Buch erschien in den USA am 11. September 2018. im New Yorker Verlag Simon & Schuster in einer Erstauflage von 1 Mio. Exemplaren; bereits am ersten Verkaufstag wurden 750.000 Exemplare des Buches abgesetzt, was einen Verlagsrekord darstellte.
Die deutsche Ausgabe ist am 8. Oktober 2018 im Rowohlt Verlag erschienen.

## Inhalt
In Fear zeichnet Bob Woodward ein „verheerendes Bild“ des Präsidenten und berichtet von „beängstigenden Zuständen“. Woodward zitierte Trumps Stabschef John F. Kelly, der im Kreis von Mitarbeitern über den Präsidenten gesagt haben soll: „Er ist ein Idiot. Es ist sinnlos zu versuchen, ihn von irgendetwas zu überzeugen. Er ist entgleist.“
Woodward führte für das Buch über hunderte Stunden Interviews mit zumeist nicht namentlich genannten Vertrauten von Donald Trump und anderen Personen.

## Reaktionen
Die Washington Post veröffentlichte vor Erscheinen des Buches einen Mitschnitt und ein Transkript eines Telefonats Trumps mit Woodward. Woodward hatte mit dem US-Präsidenten nach Abschluss seines Buch-Manuskripts telefoniert. Zuvor hatte sich der Journalist um ein Interview mit Trump bemüht, das aber nicht zustande kam. Trump sagte in dem Telefonat, nachdem das Buch bereits geschrieben war, ihn habe niemand über Woodwards Interviewanfrage informiert. Der Präsident äußerte in dem Gespräch auch bereits die Erwartung, dass das Buch über ihn negativ ausfällt. Trump versuchte aber, das als belanglos abzutun. „Also habe ich ein weiteres schlechtes Buch“, so Trump.
Spiegel Online veröffentlichte am 11. September 2018 Details nach der amerikanischen Ausgabe.

## Ausgaben
- Fear. Trump in the White House. Simon & Schuster, New York 2018, ISBN  978-1501175510.
  - dt. Furcht. Trump im Weißen Haus. Rowohlt, Reinbek 2018, ISBN 978-3-498-07408-1.